# أسد البحر الأمريكي الجنوبي
أسد البحر الأمريكي الجنوبي أو أسد البحر الجنوبي (بالإنجليزية: South American sea lion)‏ ويُسمى أيضاً سبع بحر باتاجونيا وَأسد البحر الباتاغوني، هوَ أسد البحر الموجود على ساحل الإكوادور وَالبيرو وَتشيلي وَالأرجنتين وَالأوروغواي وَالمنطقة الجنوبية في البرازيل.